# Frans Pourbus (festő, 1569 körül–1622)
Ifjabb Frans Pourbus (Antwerpen, 1569 körül – Párizs, 1622. február 9.) németalföldi festőcsalád sarja, nagyapja Pieter Pourbus festő, építész, térképész, apja Frans Pourbus jeles portré- és történeti festő. Fontos átmenetet képez az ifjú művész portréfestészete a reneszánsz és a barokk stílus között.

## Életpályája
Édesapja korai halála miatt nagyapja, Pieter Pourbus foglalkozott rajztanításával. Az ifjú Frans Pourbus 1591-ben lett az antwerpeni festőcéh tagja. Később Itáliában, a mantovai herceg udvarában festett. 1610-től kezdve Párizsban dolgozott a francia királyi családnak. A Louvre-ban őrzött csoportos jelenetet ábrázoló képein, Utolsó vacsora, Szt. Ferenc stigmatizálása címűeken is az arcképek az igen figyelemre méltóak. Híres múzeumok őrzik képeit, köztük a már említett párizsi Louvre, a madridi Prado, az amszterdami Rijksmuseum, a londoni Royal College of Art (RCA), a New York-i Metropolitan Művészeti Múzeum és még sok más múzeum.

## Munkássága
Igen termékeny portréfestő volt, sok megbízást kapott főleg a legfelsőbb nemesi és polgári köröktől. Festészetével szemben elvárás volt, hogy az örökkévalóság, a dicsőség és a hírnév számára örökítse meg alakjait. Ifj. Frans Pourbus sokkal élesebben látó és tehetségesebb festő volt annál, hogy ezt ilyen egyszerűen elfogadja, változatlanul a természet után festett, a karakterek lényegét ragadta meg. Mindezzel együtt a korstílussal haladva egyre több barokk szerkesztési elem (háromszögelés, átlók stb.) és mozgalmasság jelenik meg portréin. A mozgalmasságot leginkább a háttéri ábrázolással (enteriőrök vagy háttéri drapériák, függönyök) és a korhű ruhák redőzeteinek, suhogásának, esésének, csillogásának megjelenítésével éri el. Életművének áttekintésekor megfigyelhetők azok a finom jelek, amelyek a portréfestést a reneszánszból a barokkba viszik át.